# کلی اشمدس
کلی اشمدس (انگلیسی: Kelly Schmedes؛ زادهٔ ۱۱ فوریهٔ ۱۹۸۳) بازیکن فوتبال اهل ایالات متحده آمریکا است.
از باشگاه‌هایی که در آن بازی کرده‌است می‌توان به باشگاه فوتبال کیف اوربرو دی‌اف‌اف و بوستون بریکرز اشاره کرد.
وی همچنین در تیم‌های ملی فوتبال United States U-20 women's national soccer team، زیر ۲۳ سال زنان ایالات متحده آمریکا، و زنان ایالات متحده آمریکا بازی کرده‌است.